# Al Bidiyahmoskén

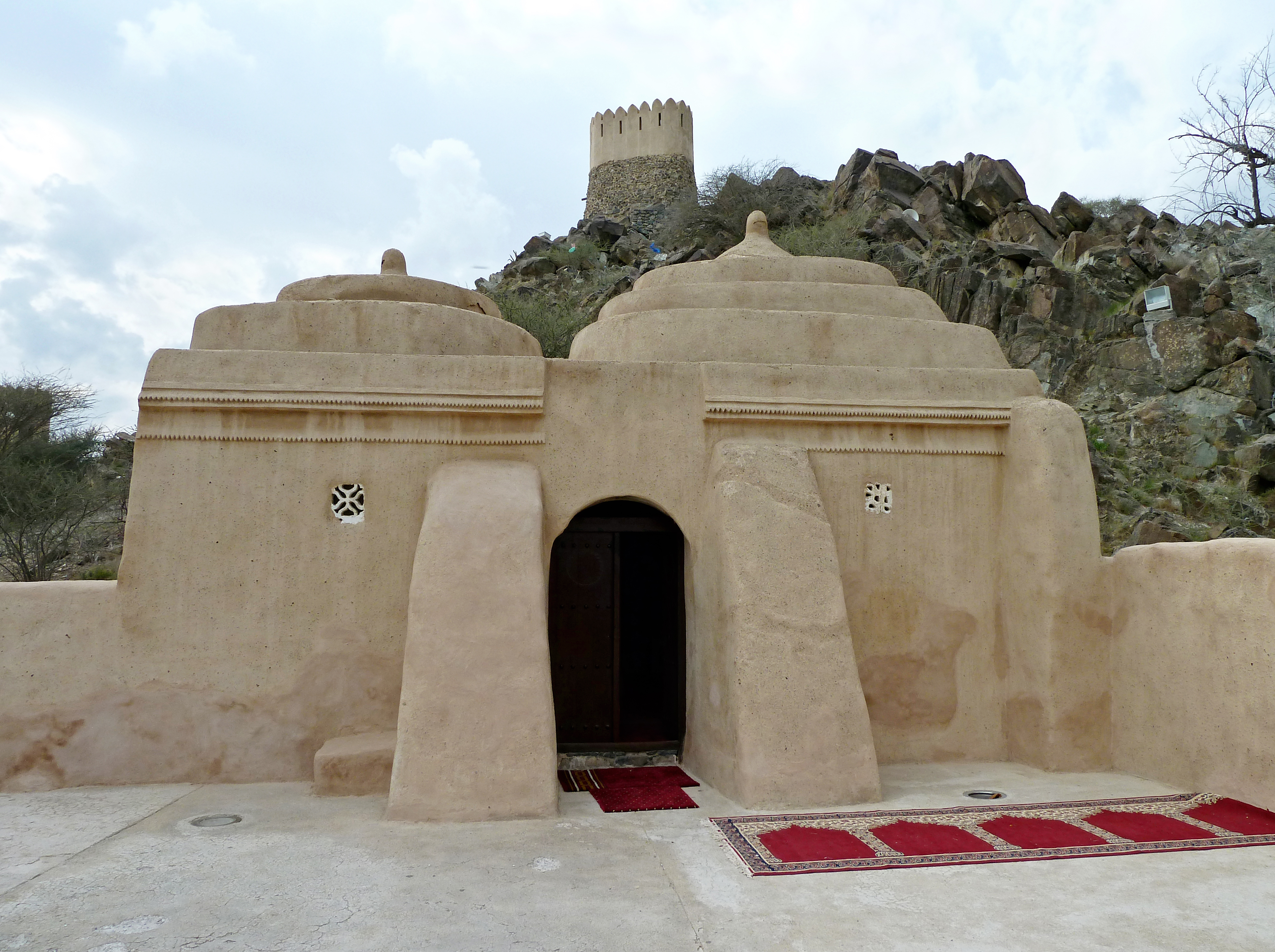
Al Badiyahmoskén; tornet ovan saknar koppling till moskén men utgör en del av det historiska området.

Al Badiyahmoskén är den äldsta kända moskén i Förenade arabemiraten. Den ligger i Al Badiyah, norra delen av emiratet Fujayra.
Moskén har också kallats Ottomanmoskén (efter den person som sägs ha byggt den). Detta ska dock inte förväxlas med Ottomanska riket.
Sedan 30 januari 2012 är moskén uppsatt på Förenade Arabemiratens tentativa världsarvslista.

## Historia
Det är inte säkert när moskén byggdes och på grund av leran och att byggnaden är i sten och saknar trä, har man inte kunnat datera byggnaden med C14-metoden. Man har uppskattat att byggnaden uppfördes på 1400-talet men en del uppskattningar placerar byggnaden tusen år före Islams uppkomst. Platsen undersöktes av Fujairahs arkeologiska center i samarbete med University of Sydney 1997-98. och Fujairah arkeologi och kulturarvsdepartement kom fram till att moskén tros vara byggd 1446, tillsammans med vakttornet som överblickar byn och dess moské.

## Byggnaden
Den lilla, kvadratiska strukturen har en area om 54 kvadratmeter och byggdes av lokalt tillgängligt material, främst stenar av olika storlekar och lertegel täckt med många lager vitt murbruk. Taket har fyra squat, helixformade kupoler som hålls uppe av en centralt placerad pelare som också bildar taket. Ingång till moskén sker genom den dubbelhängda trädörren.
I bönesalen finns en liten mihrab i väggen som indikerar riktningen mot Mecka, en enkel predikstol, bågar och öppningar. En central pelare delar upp det inre rummet i fyra kvadrater. Pelaren håller uppe de fyra kupolerna som syns från utsidan.
Inne i bönesalen, låter ett antal små dekorativa fönster ljus och luft flöda in i moskén. Det finns också kubformade utrymmen huggna i de tjocka murarna där kopior av koranen och andra böcker förvaras.
Moskén används än idag och är en sevärdhet i Fujairah.